# 렌 카리오
렌 캐리우(Len Cariou, 영어 발음: /ˈkæriu/, 본명: Leonard Joseph Cariou OC OM, 1939년 9월 30일 ~ )는 캐나다의 배우, 가수, 연출가이다. 뮤지컬 《스위니 토드》(1979-80)를 통해 1979년 제33회 토니상과 제24회 드라마 데스크상의 뮤지컬 부문 남우주연상을 수상하였다.

## 출연 작품

### 영화
- 리틀 나이트 뮤직 (1977)
- 파이널 디씨전 (1996) - 찰스 화이트 역
- D-13 (2000)
- 어바웃 슈미트 (2002)
- 아버지의 깃발 (2006)
- 프리즈너스 (2013)
- 스포트라이트 (2015)
- 범블비 (2018) - 엉클 행크 역
- 데스 위시 (2018) - 벤 역

### 텔레비전
- 제시카의 추리극장 (1985-92)
- 브라더후드 (2006-07)
- 대미지 (2010)
- 블루 블러드 (2010-24)

### 공연
- 스위니 토드 (1979-80, 2000)